# Proboscidula milleri
Proboscidula milleri är en spindelart som beskrevs av Knoflach 1995. Proboscidula milleri ingår i släktet Proboscidula och familjen klotspindlar.
Artens utbredningsområde är Rwanda. Inga underarter finns listade i Catalogue of Life.